# Rhynchosia baumii
Rhynchosia baumii är en ärtväxtart som beskrevs av Hermann August Theodor Harms. Rhynchosia baumii ingår i släktet Rhynchosia och familjen ärtväxter. Inga underarter finns listade i Catalogue of Life.